# Popers (album)
Popers – drugi album studyjny polskiego wokalisty popowego Andrzeja Piasecznego tworzącego pod pseudonimem Piasek. Wydawnictwo ukazało się 16 lutego 2000 roku nakładem wytwórni muzycznej BMG Poland. Nagrania zostały zarejestrowane wraz z zespołem QQ Flowers.
Gościnnie na płycie wystąpili: Ewa Bem (Pół mnie ciebie pół), Wojciech Karolak, basista Vaila Johnsna i saksofonista Eric Marienthal.

## Lista utworów
Opracowano na podstawie materiału źródłowego.
1. „Częściej proszę” (słowa: A. Piaseczny, muzyka: M. Bracichowicz) – 4:51
2. „QQ” (słowa: A. Piaseczny, muzyka: K. Kęczkowski) – 4:47
3. „Na koniec tego świata” (słowa: A. Piaseczny, muzyka: T. Banaś) – 4:08
4. „Chleb imieninowy” (słowa: A. Piaseczny, muzyka: D. Gall) – 4:15
5. „Miłość podglądaczy” (słowa: A. Piaseczny, muzyka: T. Banaś) – 3:45
6. „Poranne satelity” (słowa: A. Piaseczny, muzyka: T. Banaś) – 3:23
7. „Aniołami” (słowa: A. Piaseczny, muzyka: M. Stępień) – 4:47
8. „Pół mnie ciebie pół” (słowa: A. Piaseczny, muzyka: M. Bracichowicz) – 4:21
9. „Szlagier kinowy” (słowa: A. Piaseczny, muzyka: W. Wójcicki) – 3:27
10. „Wzór cały twój” (słowa: A. Piaseczny, muzyka: W. Wójcicki) – 4:03
11. „Znak przeznaczenia” (słowa: M. Bracichowicz, muzyka: M. Bracichowicz) – 4:46
12. „Znam swój czas” (słowa: A. Piaseczny, muzyka: M. Bracichowicz) – 4:42